# Renato Bacchini
Renato Bacchini (Imola, 30 novembre 1916 – Imola, 26 settembre 1983) è stato un imprenditore italiano, fondatore della Benati s.p.a e del Gruppo Benati.

## Biografia
Figlio di Ugo ed Ermelinda, nacque a Imola dove frequentò le scuole della città fino al compimento degli studi superiori di ragioneria. Si iscrisse quindi alla facoltà di Economia e Commercio dell'Università di Bologna. Effettuò il servizio militare come volontario presso la scuola allievi ufficiali di Palermo; si congedò con il grado di tenente.

Durante la seconda guerra mondiale fu dapprima ufficiale negli alpini di stanza in Friuli. Nel 1942 passò poi all'Aeronautica dell'Esercito. Pilota ricognitore con il grado di tenente e poi di capitano, Bacchini si distinse in diverse azioni di guerra ottenendo la medaglia d'argento al valor militare.
Sposatosi con Marta Mondini (1921-1985), figlia di costruttori edili emigrati a Parigi negli anni venti, poi rientrati in Italia, ebbe due figli Furio ed Isabella Maria.
Ragioniere commercialista e revisore ufficiale dei conti, nel 1961 fondò la società per azioni Benati, che costruiva macchine per il movimento terra, alla quale seguì la realizzazione di un gruppo, il Gruppo Benati che negli anni ottanta era al secondo posto in Italia dopo il gruppo FIAT per la produzione di macchine da cantiere e da escavazione. 

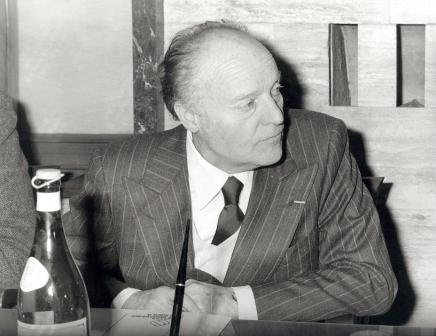
Renato Bacchini -Confindustria - 1982

Uomo di centro-sinistra, amico del presidente Giuseppe Saragat, non fu un politico ma un uomo di azione, legato alle tradizioni della sua terra e benefattore della sua città, Imola.
Morì improvvisamente nel settembre del 1983. Nel 1984 Confindustria intitolò al suo nome la propria sede di Imola e nel 2001 il Comune della sua città gli dedicò una strada nella zona industriale.

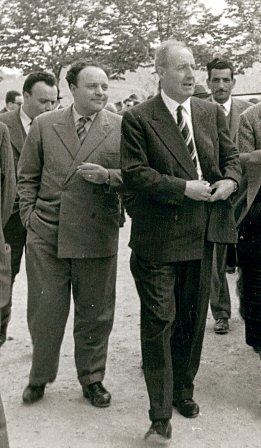
Renato Bacchini e Giuseppe Saragat - Imola 1965

## Attività
Fondò, oltre la Benati Spa, la Ben Spa, con sede a Imola, la Mond-Ben s.p.a., con sede a Portomaggiore (FE), la Ma.Ter s.p.a., con sede a Mordano (BO) e le Benati UK Ltd e la Benati USA Ltd, con sede a Washington, per la commercializzazione delle macchine Benati nel Regno Unito e negli Stati Uniti d'America.
Ad Imola, presso gli stabilimenti Benati (oltre 22.000 m² di officine, oltre 120.000 m² di piazzali) venivano costruiti gli escavatori cingolati, mentre presso gli stabilimenti della Ben (oltre 5.000 m² di officine) venivano costruite le pale gommate. Presso gli stabilimenti della Ma.Ter s.p.a. a Mordano venivano poi costruite le macchine speciali quali quelle per compattare i rifiuti e quelle per la pulitura degli altiforni (principale cliente l'Italsider).
A Portomaggiore la Mond-Ben Spa produceva le terne. Tutte le macchine erano commercializzate con il marchio BEN (Gruppo Benati).
Facevano parte del Gruppo Benati anche altre due società da Lui fondate: La Faco Oleodinamica, che produceva componenti oleodinamici per macchine semoventi e la Unit, che produceva componentistica meccanica per macchine movimento terra.

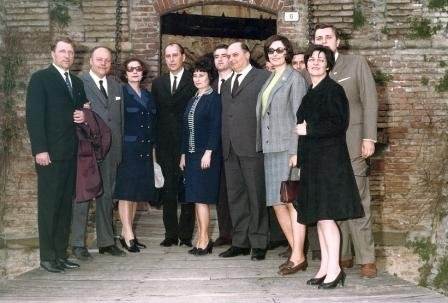
Renato e Marta Bacchini incontrano una delegazione russa - 1970

Siglò con la ditta Tortone SA, con sede in Cordoba, in Argentina, un accordo per la costruzione di macchine movimento terra (escavatore cingolati) su disegno e licenza Benati.
Alcuni anni dopo la morte di Renato Bacchini, nel 1990 il Gruppo Benati fu rilevato dalla Fiat Hitachi, società del gruppo FIAT, la quale continuò l'utilizzo del marchio BEN fino al 1995.
La produzione di macchine movimento terra è proseguita nello stabilimento che era stato della Benati s.p.a. dalla "Case"  sempre del gruppo FIAT.
Al di fuori del settore delle macchine movimento terra, Renato Bacchini aveva fondato anche la Cerim Ceramiche s.p.a. nei primi anni sessanta, la Avicola Selice s.p.a. e la Universo Assicurazioni s.p.a. di Bologna.
Fino alla sua morte, fu inoltre Presidente del Consiglio di Amministrazione della Banca Cooperativa di Imola (oggi Banca di Imola s.p.a.) e Presidente del Collegio Sindacale dell'Irce, ora società quotata in borsa.

## Onorificenze
- Medaglia d'argento al valor militare
- Commendatore della Repubblica
- Pioniere del lavoro italiano nel mondo riconoscimento assegnato dal Ministero dell'Industria

## Sitografia
- Assindustria mette radici. Inaugurata la nuova sede in città, intitolata ancora a Bacchini « Il nuovo diario messaggero » 03/06/2005 http://www.nuovodiario.com
- Assindustria a Imola, la nuova Sede rafforza un legame che ha radici profonde  http://www.assibo.it[collegamento interrotto]
- Benati: un mito? "Macchine Edili" Ottobre 2003, Mensile Numero 260 http://www.tecnichenuove.com